# Молитва (песен)
„Молитва“ е песен на сръбската певица Мария Шерифович.
Песента печели в много силна конкуренция конкурса „Евровизия“ в Хелзинки, Финландия през 2007 г. По-късно певицата прави версии на песента на руски, английски и фински.

## Музика
- „Молитва“